# Скриня

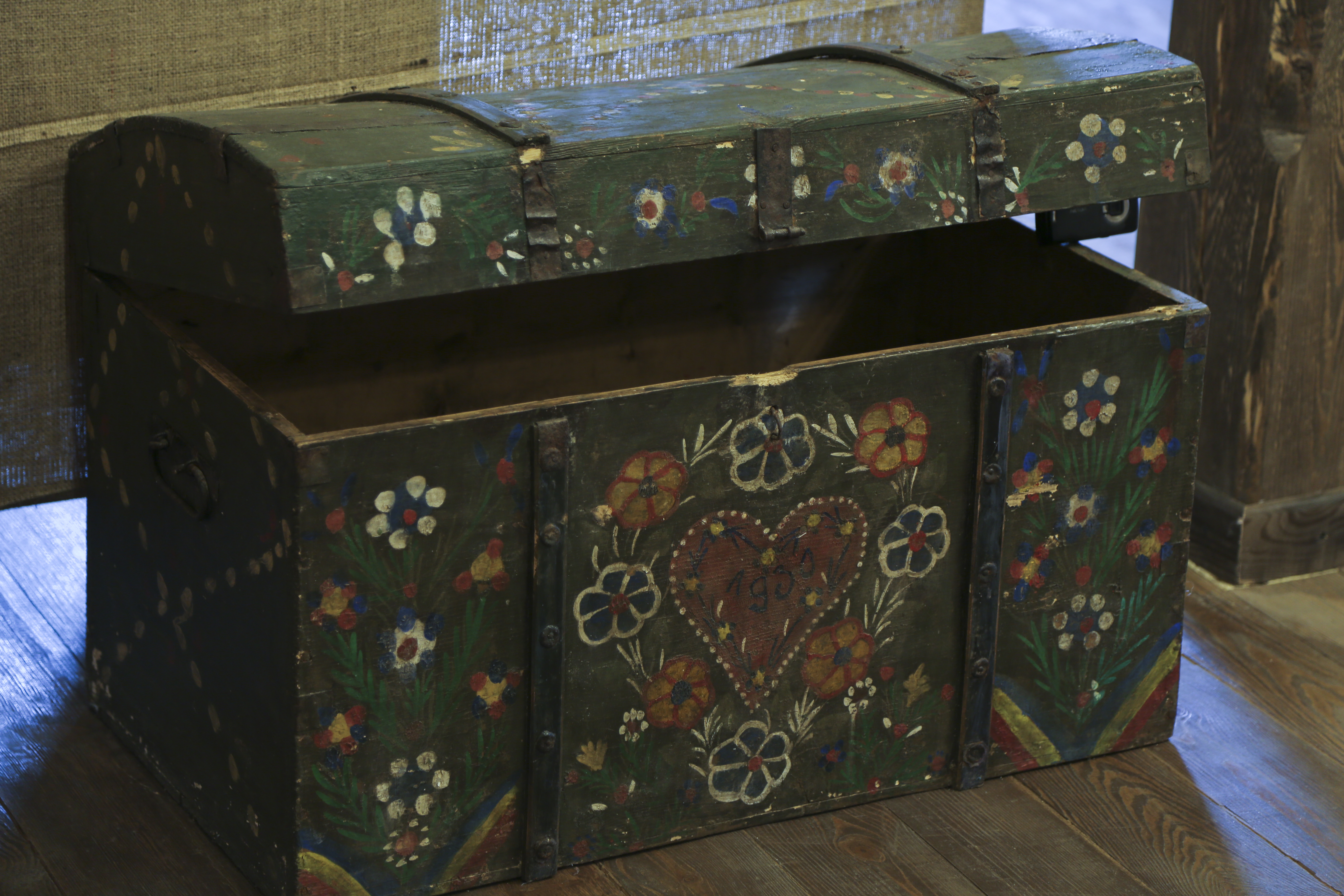
Весільна скриня. Наддніпрянщина, 1930 р. З фондів історико-культурного комплексу «Замок Радомисль»

Скри́ня — меблевий виріб з відкидним або знімним віком для зберігання одежі та різних інших предметів.
Специфічні типи часто позначають за назвою місцевості — оманський, кувейтський, бахрейнський, занзібарський, малабарький, ширазький тощо — причому зазвичай йдеться про місце виявлення, а не виготовлення.

## Етимологія
Слово скриня походить від пол. skrynia (сучасна форма skrzynia), яке, очевидно, має германську і далі латинську етимологію — від сер.-в.-нім. scrini < лат. scrinium («кругла коробка для паперів»). Припускається і питомо українське походження (від прасл. *skrinъ, *skrina, *skrinja, пор. «криниця»). Розмовне «сундук» запозичене з тюркських мов (пор. кипч. sunduq, synduq, тат., кримськотат. і тур. sandyk).

## В Україні
Дерев'яна розмальована та окута залізом скриня — неодмінний атрибут української хати. Тут зберігалося святкове вбрання, повсякденний одяг, рушники, а в прискринку (маленькій шухлядці вгорі, уздовж бічної стінки) — гроші, прикраси та інші цінні предмети. У XVII⁣—⁣XVIII століттях скриню використовували як стіл і навіть як ліжко. Заглядати в чужу скриню вважалося неетичним.
Майстрів, що виготовляли скрині, називали скри́нниками. Скрині виготовлялися з явора, дуба, ялини, сосни, груші, в Карпатах нерідко використовували для цього бук. За орнаментацією скрині можна дізнатися, де вона була виготовлена. На Галичині та Гуцульщині використовували, як правило, геометричні орнаменти, в центральних і лівобережних областях України, а також на Волині та Поділлі — рослинний. Роги скрині (на віку й унизу) зміцнювали металевими оковками — наріжниками. Великі скрині могли встановлювати на станки — платформи з коліщатами.
Колекція українських скринь XVIII—XIX ст. зберігається в зібраннях історико-культурного комплексу «Замок Радомисль».

### Весільна скриня
Дослідження весільних скринь виконане в дисертації Марини Юр «Розписи українських весільних скринь середини XIX — початку XX століття (типологія, іконографія, художні особливості)» (1998), видано монографію «Українські мальовані весільні скрині: Типологія, іконографія, художні особливості» (К., 2010).
Скриня служила показником заможності дівчини, а також роду, звідки вона походила. Урочисте внесення скрині до господи нареченого було окремим ритуалом весільного обряду. Існував вираз «скриню дбати», тобто готуватися заміж.

## Рундук

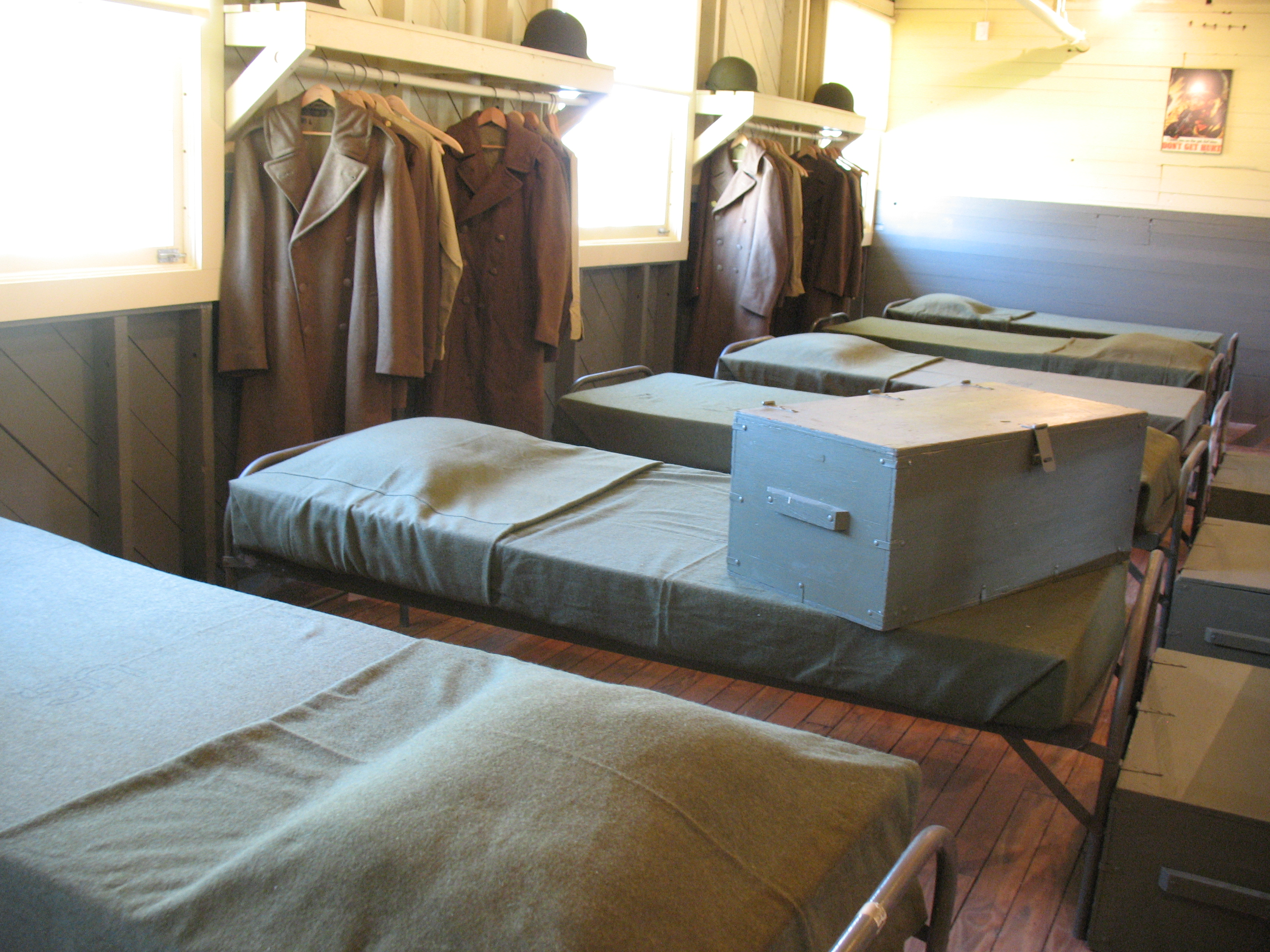
Переносний ящик для особистих речей

Рунду́к — великий ящик з кришкою для зберігання чого-небудь, довгастий ящик для сидіння або лежання.
Різноманітні ящики на морських і річкових суднах теж називаються рундуками та призначаються для зберігання прапорів, лотів, лагів, особистих речей тощо. Переносна матроська скринька для особистих речей називається рундучок.

## Інше
- На Поліссі для зберігання одягу, тканин, цінних речей, грошей тощо використовувалася бодня — дерев'яна низька діжка з клепок, яку накривали віком з висячим замком[12].

## Галерея

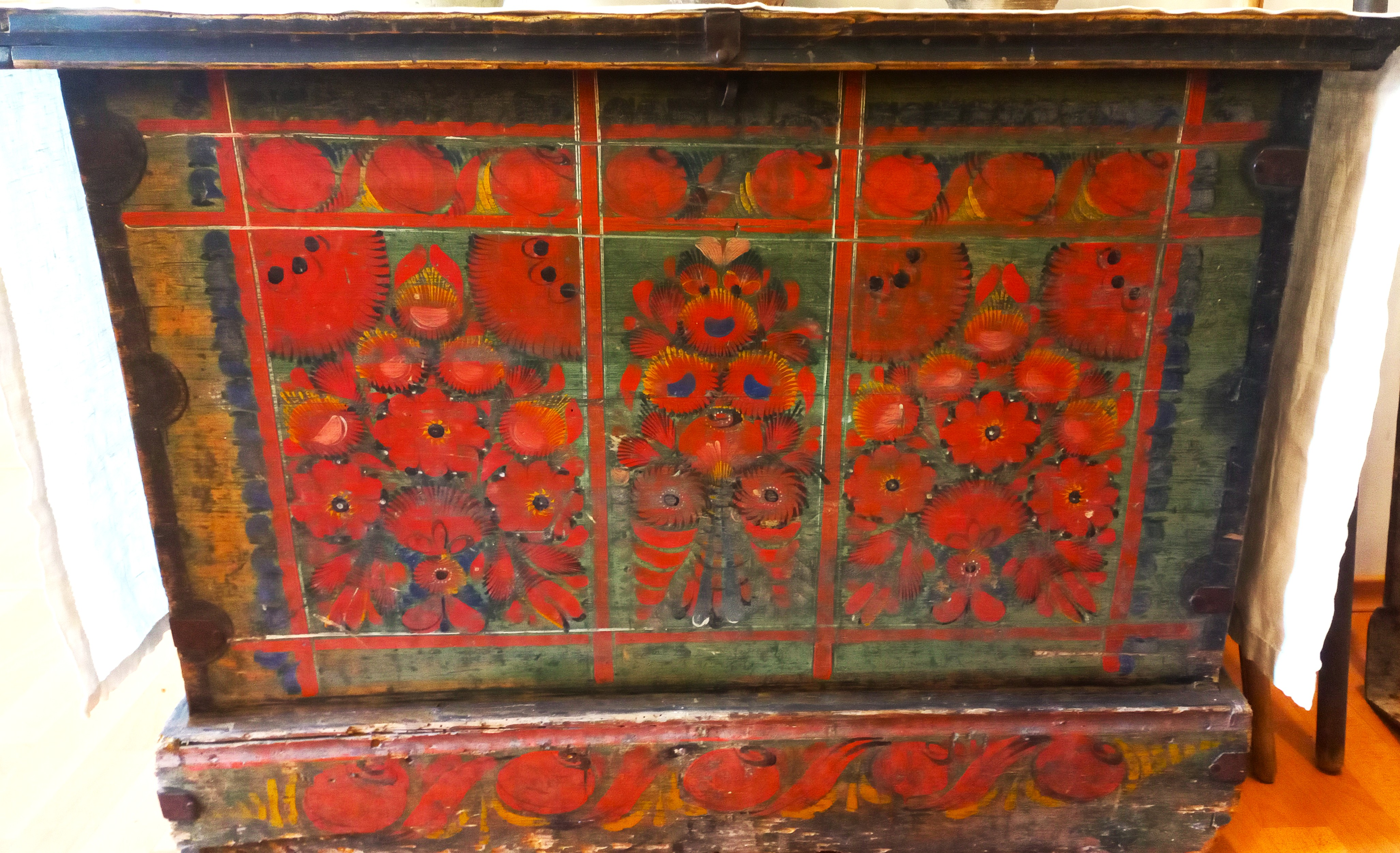
Скриня з розписом
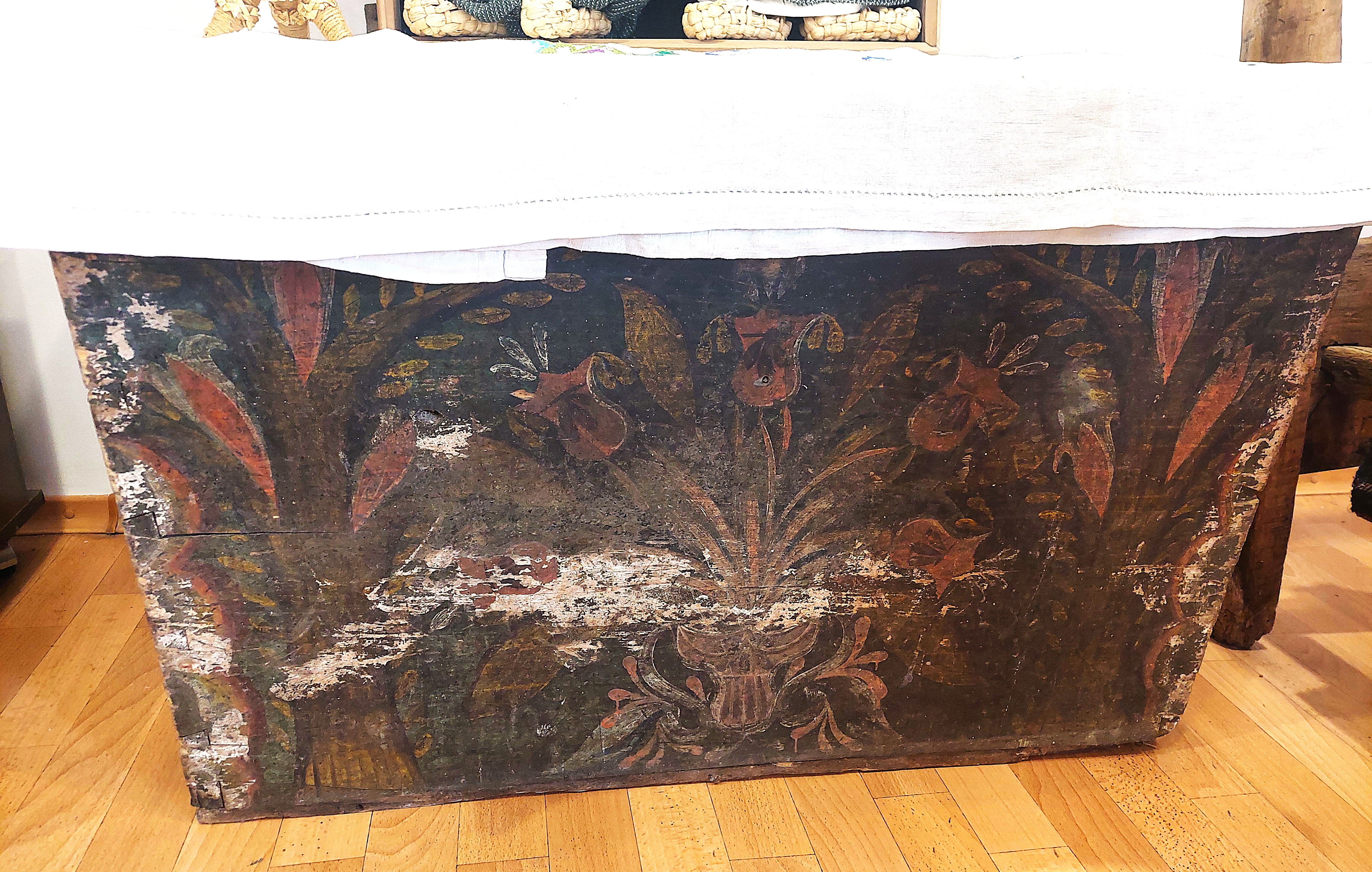
Стара скриня
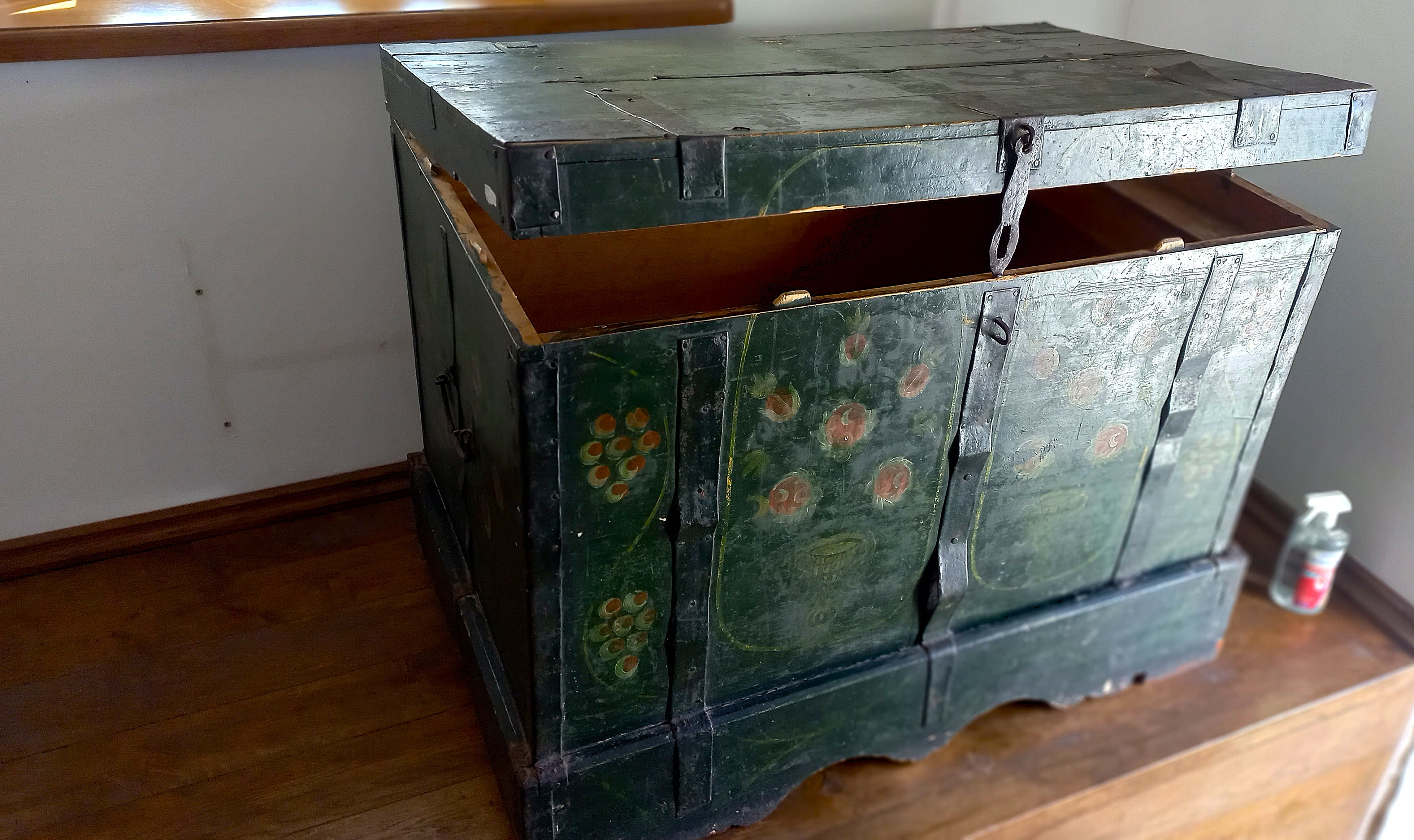
Скриня з розписом Батурин
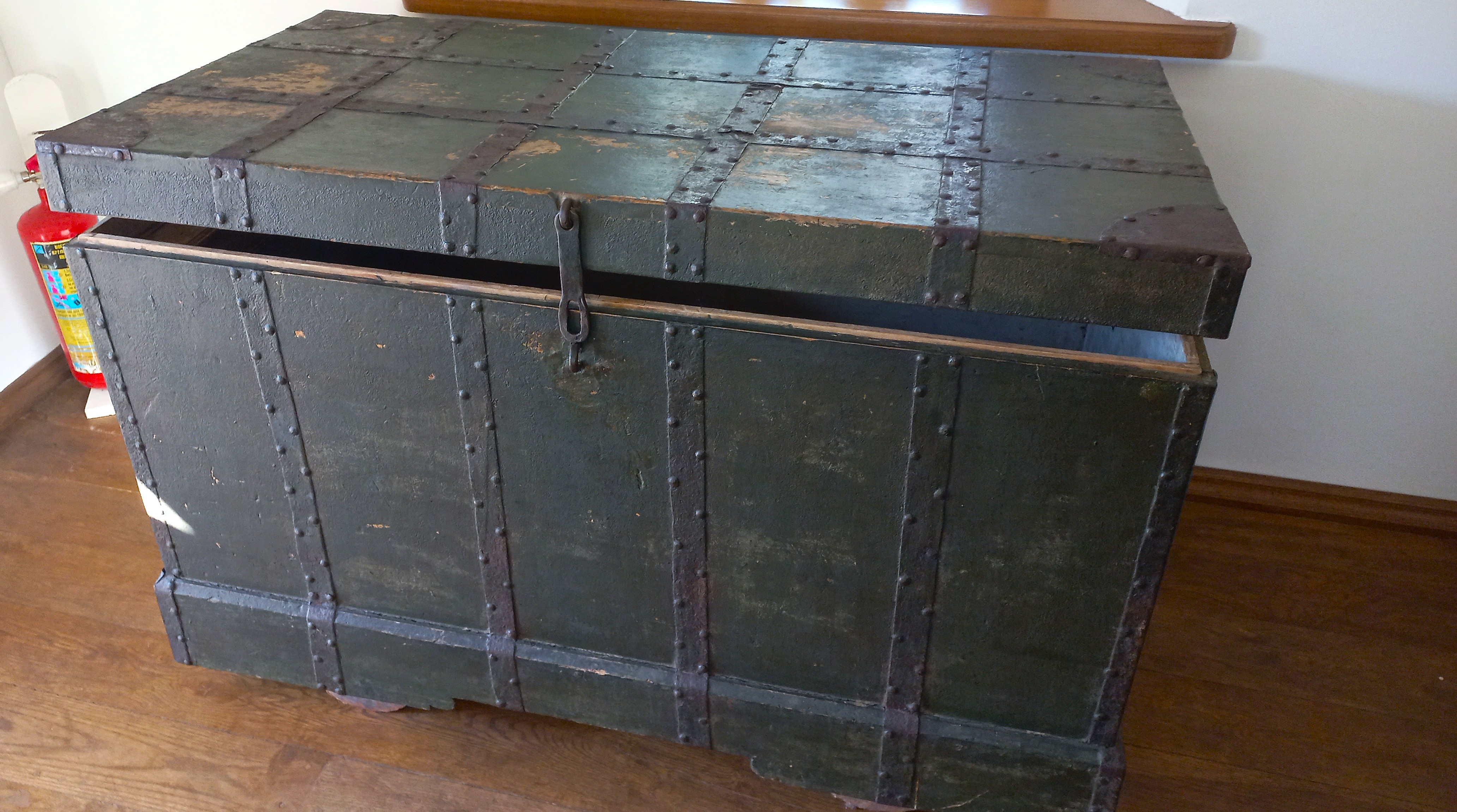
Скриня ообита залізом Батурин
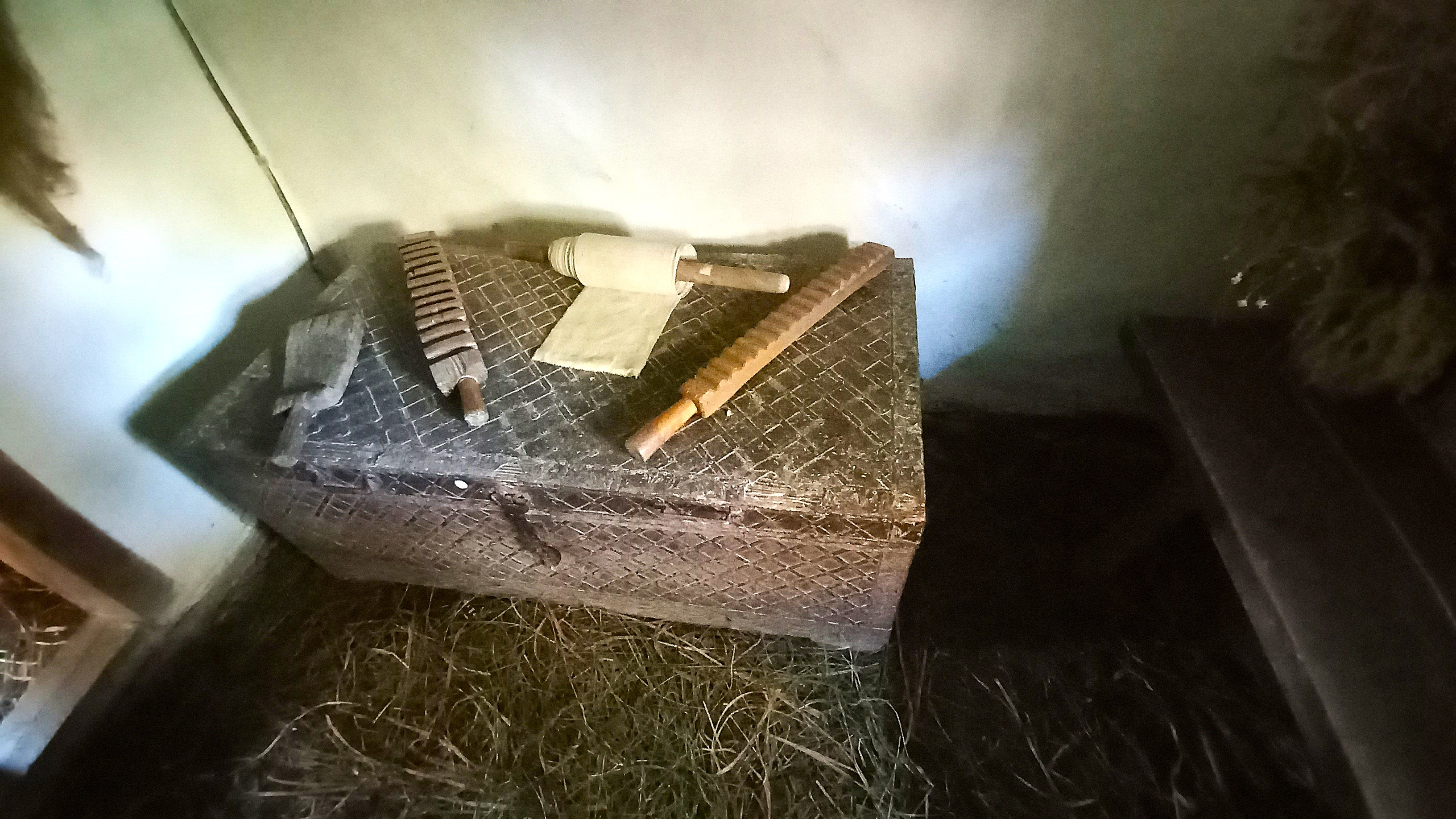
Скриня, Чорнухи